# Gyanendra av Nepal
Gyanendra Bir Bikram Shah Dev, född 7 juli 1947 i Katmandu, var kung av Nepal 2001–2008. Han avsattes i samband med införandet av republik.
Gyanendras bror Birendra av Nepal (kung 1972–2001) mördades tillsammans med sin familj i en massaker den 1 juni 2001 utförd av Birendras son kronprins Dipendra. Dipendra sköt sig själv i samband med denna palatsmassaker och skadades så svårt att han hamnade i koma. Han utsågs trots det till landets kung, vilket han officiellt var under tre dagar fram till sin död den 4 juni. Gyanendra övertog då kronan.
I februari 2005 skaffade Gyanendra sig oinskränkt politisk makt genom att avskeda regeringen, upplösa det valda parlamentet och själv överta alla befogenheter. Den 21 april 2006 tvingades han dock meddela att den parlamentariska makten skulle återinföras, efter flera veckor av våldsamma, folkliga protester i huvudstaden Katmandu.
Den maoistiska revolutionära rörelsen Nepals förenade kommunistiska parti (maoistiskt), inledde bland bönderna en framgångsrik revolt mot kungamakten 1996, och var den drivande kraften i den gamla monarkins avskaffande och införandet av republik.
Den 10 juni 2006 fråntog den nya regeringen och parlamentet kung Gyanendra all politisk makt. Han förlorade sin plats som rikets konung när parlamentet avskaffade monarkin 2008. Som statschef efterträddes han av president Ram Baran Yadav.